# جوناثان (اسم علم)
جوناثان أو يوناثان (بالعبرية:  יְהוֹנָתָן/יוֹנָתָן) وبالعبرية الحديثة Yonatan / Yəhonatan وبالتيبريان Yônāṯān) اسم شائع يطلق على الذكور ويقصد به «يهوه (اسم إله إسرائيل التوراتي) قد أعطى» بالعبرية. كان أقدم استخدام للاسم في الكتاب المقدس ليوناثان ابن الملك شاول، وهو صديق مقرب لداود.
من المتغيرات لاسم جوناثان تشمل المتغيرات الكتابية:
```
Yehonathan و Y'honathan و Yhonathan و Yonathan
و Yehonatan و Yonatan و Yonaton و Yonoson و Yeonoson أو Yehonasan. 
```

في إسرائيل، «يوني» هو لقب شائع ليوناتان (جوناثان) بنفس الطريقة التي ينطق بها جوني باللغة الإنجليزية.
وفقا لـ SSA اسم جوناثان هو الاسم الحادي والثلاثين الأكثر شعبية للذكور في الولايات المتحدة في عام 2011.